# خفاش دم‌کوتاه شاه‌بلوطی
خفاش دم‌کوتاه شاه‌بلوطی (نام علمی: Carollia castanea) نام یک گونه از سرده خفاش‌های برگ‌بینی دم‌کوتاه است.